# Wolfenstein (jogo eletrônico)
Wolfenstein é um jogo eletrônico de tiro em primeira pessoa desenvolvido pela Raven Software e publicado pela Activision. O jogo utiliza uma versão altamente modificada do motor id Tech 4, visto pela primeira vez em Doom 3. Essa nova versão do motor conta com a tecnologia MegaTexture, desenvolvida por John Carmack para o jogo Enemy Territory: Quake Wars e se caracteriza por possibilitar a criação de vastas áreas abertas, efeito que faltava na versão original do motor.

## Enredo
A história ocorre logo após Return to Castle Wolfenstein. Em 1943, as forças Aliadas conseguiram deter a expansão do Terceiro Reich de Hitler. Mas o Führer não irá se contentar com nada menos do que o controle sobre todo o mundo. Para isso, o chefe da SS, Heinrich Himmler, têm um plano para dominar e controlar uma força conhecida como Black Sun. Com esse poder oculto à sua disposição, os nazistas ganhariam uma vantagem clara na guerra. A única esperança dos Aliados reside nas habilidades e na coragem do agente especial B.J. Blazkowicz.

## Desenvolvimento
Wolfenstein usa uma versão modificada da engine id Tech 4 da id Software, usada em Doom 3. O jogo foi desenvolvido pela Raven Software para Microsoft Windows, PlayStation 3 e Xbox 360. Modificações da engine incluem efeitos de profundidade de campo, sombras, efeitos de pós-processamento, físicas Havok, assim como a adição de um mundo supernatural, chamado Veil. Neste mundo o jogador tem acesso a certas habilidades especiais, como o poder de retardar o tempo, ou até derrotar inimigos que possuem escudos impenetráveis no mundo normal.
Wolfenstein foi o primeiro jogo da id Software não planejado para ter um port para Linux.
No dia de lançamento, um patch para PC precisou ser liberado para resolver vários problemas com o componente multiplayer.

### Quadrinhos animados
Quatro quadrinhos animados promocionais foram lançados, cada um com cerca de 3 minutos de duração. Cada quadrinho se baseia em um dos jogos da série Wolfenstein e servem como um lembrete nostálgico. O primeiro recriou a fuga do Castelo Wolfenstein do Wolfenstein 3D, o assassinato de Hans Grosse e a batalha final contra Adolf Hitler. O segundo se baseou no Spear of Destiny, predecessor de Wolfenstein 3D, e recriou a sua batalha final, na qual B.J. luta contra um Death Knight cibernético e o Angel of Death pelo controle da Spear. O terceiro se baseou no Return to Castle Wolfenstein e recriou a batalha com Olaric, a destruição de um foguete V2 experimental e a batalha final contra Heinrich I. O quarto se baseou na própria cinemática introdutória do Wolfenstein e mostra B.J. se infiltrando em um navio de batalha nazista e roubando o primeiro medalhão Thule.

## Recepção
O jogo recebeu críticas medianas em todas as plataformas, de acordo com o Metacritic. IGN fez uma crítica positiva, apesar de Jason Ocampo ter dito "...você não pode deixar de desejar que eles tivessem desenvolvido as ideias principais deste jogo um pouco mais. Da maneira como está, esse novo Wolfenstein parece um cativante, se não esquecível, jogo de tiro."
411Mania avaliou a versão do Xbox 360 com 8/10 e afirmou que o jogo "mantém a tradição de diversão, mas não faz nada de revolucionário." O The Daily Telegraph avaliou a versão do PlayStation 3 com 7/10 e o chamou de "um jogo que muda descontroladamente de qualidade praticamente a cada minuto." Entretanto, a The A.V. Club avaliou a mesma versão com nota C+, e afirmou que o multiplayer "parece brusco e desbalanceado." A Edge avaliou a mesma versão com 5/10.
Como resultado de baixas vendas (apenas 100 mil cópias foram vendidas no primeiro mês), a Activision demitiu funcionários da Raven Software.